# Peter van Eghen

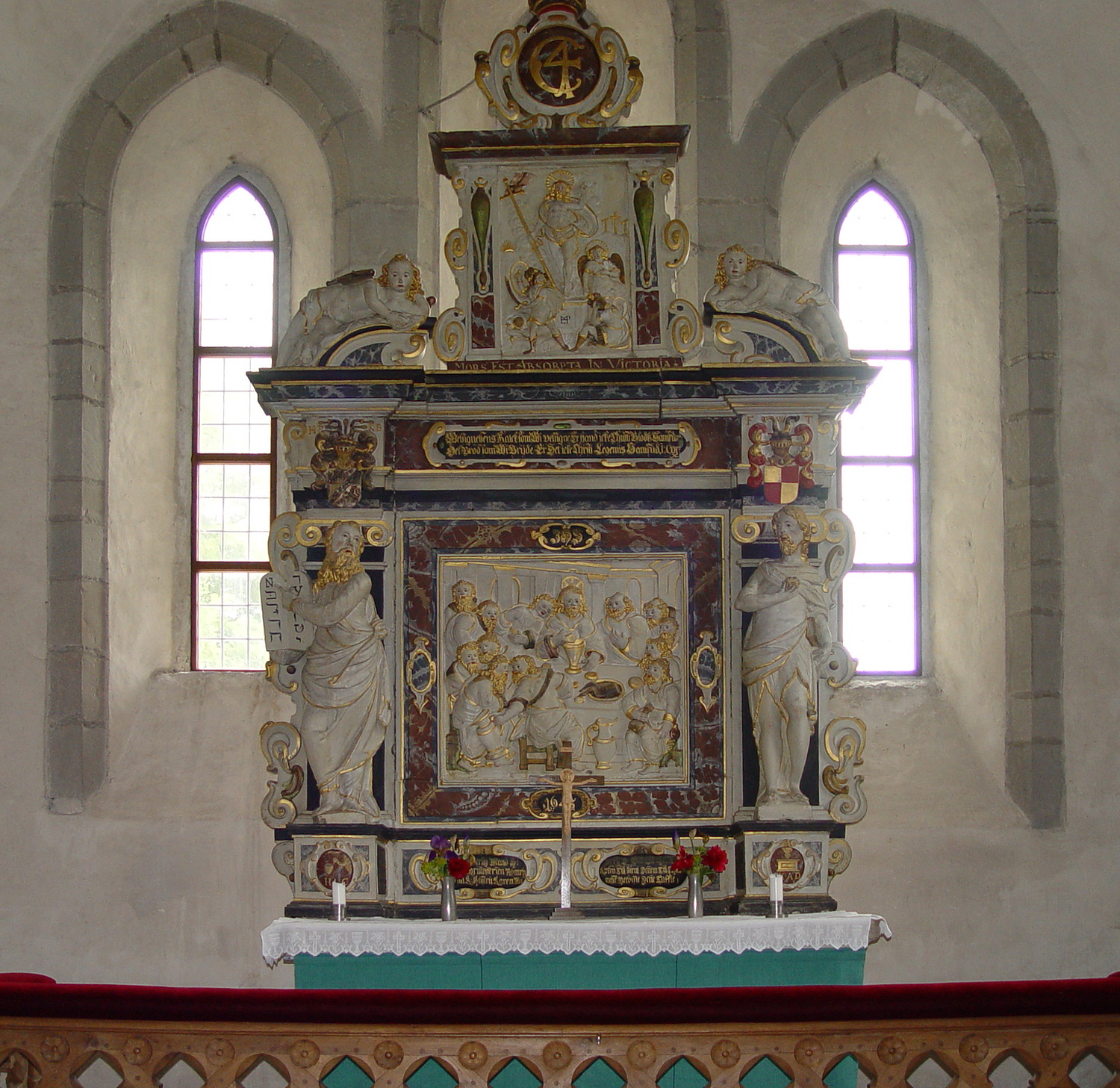
Altaruppsatsen Hablingbo kyrka utförd av Peter och Gert van Eghen

Peter van Eghen var en stenbildshuggare verksam på 1600-talet. Han var far till Gert van Eghen. 
Van Eghen var troligen av holländsk börd och verksam som stenbildhuggare i Burgsvik på Gotland från 1613. Från sin verkstad levererade han dopfuntar till Fleringe och Öja kyrka samt altaruppsatser till Hablingbo, Fröjels, Hogräns och Västergarns kyrka.  Hans signatur återfinns även på korbågen i Hablingbo kyrka. Han räknades till en av de främsta gotländska stenbildhuggarna och hans föremål blev kopierade ända in på 1700-talet.